# Debre Tabor
Debre Tabor (în traducere din amharică Muntele Tabor)  este un oraș  în  partea de centru a  Etiopiei,  în statul  Amhara. Denumirea sa vine de la numele muntelui din Biblie.